# 지속성
컴퓨터 공학에서 지속성(Persistence)은 프로세스가 생성했지만 별개로 유지되는 상태의 특징 중 한 가지이며, 별도의 기억 장치에 데이터를 보존하는 것을 목적으로 한다. 이 특징으로 인해 프로그래머는 저장 장치로부터 데이터를 전송하는 작업 및 자료 구조 등을 이용해 데이터를 보존하는 것이 가능하다.
이 특징 없이는 상태는 오직 RAM에만 존재할 수 있고, 컴퓨터가 종료되어 RAM이 전력을 잃어버린다면 상태도 같이 사라져 버리게 된다.

## 같이 보기
- CRUD
- JPA
- 스냅샷